# Stambolijski (Stadt)
Stambolijski (auch: Stamboliyski; bulgarisch: Стамболийски) ist eine Stadt und Verwaltungszentrum einer gleichnamigen Gemeinde in der Oblast Plowdiw in Zentralbulgarien. Die Stadt mit 9.859 Einwohnern liegt in der Thrakischen Ebene an der Mariza am Fuß der Rhodopen, etwa 18 km westlich von Plowdiw.

## Gliederung

### Gemeindegliederung
Zur Gemeinde Stambolijski (bulg. Община Стамболийски) gehören neben der Stadt Stambolijski noch folgende vier Orte: Joakim Grudewo, Kurtowo Konare, Nowo Selo und Triwodizi.

## Geschichte
Stambolijski entstand in den Jahren 1873 bis 1875, als die Istanbul-Belovo-Eisenbahn gebaut wurde. Anfangs wurde es Gara Kritschim („Bahnhof Kritschim“) genannt, nach Kritschim, dem damals größten Ort in der Umgebung.
Die ersten Siedler kamen aus Brestowiza und Peruschtiza. Zusammen mit den Eisenbahnarbeitern aus Peschtera gründeten sie ein Dorf nördlich der Eisenbahnstrecke. Dieses hatte im Jahr 1926 224 Bewohner. Flüchtlinge aus Gebieten von Thrakien (Thrakische Bulgaren) und Mazedonien, die unter fremder Regierung standen, kamen in den Jahren 1926 bis 1928 hierher, sodass die Einwohnerzahl bis 1934 auf 554 stieg. Gewerbetreibende aus den größeren Städten gründeten Gewerbebetriebe in Gara Kritschim. Der Ort entwickelte sich zu einem regionalen industriellen und Transport-Zentrum. 1964 erfolgte die Ernennung zur Stadt. Nachdem Kritschim 1969 ebenfalls den Status einer Stadt bekommen hatte, erhielt es den Namen Nowi Kritschim („Neues Kritschim“). 1979 wurde der Name zu Ehren von Aleksandar Stambolijski in Stambolijski geändert. Aleksandar Stambolijski (1879–1923) war von 1919 bis zu seinem Tod Ministerpräsident von Bulgarien.

## Verkehr
Der Ort liegt an der Bahnstrecke Sofia-Plowdiw. Der nächste internationale Flughafen ist der Flughafen Plowdiw.
Stambolijski verfügt als einzige Stadt Bulgariens über einen kostenfrei nutzbaren ÖPNV. Dieser wurde 2019 eingeführt.

## Persönlichkeiten
- Gawrail Pantschew (1954–2020), bulgarischer Philologe und Autor.
- Mariano Lukow (* 1958), Tischtennisspieler
- Todor Tagarew (* 1960), Militärexperte und Politiker